# Olga Brand
Olga Brand (* 14. August 1905 in Buenos Aires; † 14. Juli 1973 in Solothurn; heimatberechtigt in Ursenbach) war eine Schweizer Germanistin, Schriftstellerin und Journalistin.

## Leben
Olga Brand wurde 1905 als erstes von drei Kindern des Schweizer Ehepaars Robert und Hermine Brand-Zingrich in Argentinien geboren. Bei Kriegsausbruch im Jahr 1914 kehrte die Familie in die Schweiz zurück und liess sich in Solothurn nieder. Olga Brand besuchte die Primarschule in Solothurn. Anschliessend bildete sie sich am Seminar der Schwestern vom heiligen Kreuz in Menzingen ZG zur Lehrerin aus. Das 1928 erworbene Lehrpatent für Primar- und Sekundarschule ermöglichte ihr die Zulassung zu einer Universität.
In Besançon, Zürich und Münster studierte Brand Germanistik, Französisch und Geschichte. 1932 schloss sie das Studium in Münster mit einer Dissertation über Hugo von Hofmannsthal ab.
Nach einem Versuch als Kulturjournalistin bei der Zeitung Der Bund absolvierte sie 1936 die solothurnische Bezirkslehrerprüfung, die zum Unterricht an der Sekundarstufe I qualifizierte. Eine feste Anstellung als Lehrerin fand sie nicht. Sie arbeitete deshalb als Stellvertreterin an den verschiedensten Schulen. Daneben schrieb sie Gedichte und arbeitete journalistisch.
Olga Brands Leben als jüngere Frau war geprägt von Impulsivität und Verträumtheit, Egozentrik, einem kompromisslos entgrenzend-romantischen Stil. Finanzielle Sorgen, immer neues Liebesleid, die Diskrepanz zwischen einer romantischen Weltsicht und der Notwendigkeit, in einer nichtromantischen Welt bestehen zu müssen, führten sie zunehmend zu einem Leben, das dem romantischen Topos vom verkannten, darbenden Künstler entsprach.
Zurückgezogen, unterstützt von ein paar Freunden, lebte sie in den letzten Jahren in einer kleinen Wohnung in Solothurn. Zwei Aufenthalte in der psychiatrischen Klinik Rosegg, 1971, wirkten traumatisch. Sie starb 1973.

## Werk

### Lyrik
1935 erschien bei Schwabe AG in Basel der erste Band «Gedichte». Olga Brand schreibt in der Tradition der Neuromantik. Naturlyrik, Nacht, Traum und Liebe sind ihre Themen. Sie arbeitet mit freien Rhythmen und klassischen Elementen wie Reimen, Assonanzen und Alliterationen.
1945 erschien ihr zweiter und zugleich letzter von einem Verlag betreuter Gedichtband «Im Winde» bei Emil Oprecht.
Die Berufsarbeit als Stellvertreterin, die gescheiterten Liebesbeziehungen und der Auszug aus dem Elternhaus mit dem verwilderten Garten setzten ihr in den Nachkriegsjahren zu. Konzentration, kritische und souveräne Sicht für die Feinarbeit an ihren leicht daherfliessenden inneren Melodien brachte sie immer weniger auf.
Seit 1956 gab Olga Brand mit Unterstützung von Privatpersonen und kunstinteressierten Politikern ihre Gedichte im Selbstverlag heraus. Sie vertrieb die Hefte selber. Es gibt in diesen Gedichten noch immer wohlklingende Passagen, auch gelungene Bilder. 1972 erschien das letzte Bändchen, «Magie der Edelsteine», ein Auftrag einer Bijouterie, den ihr die Luzerner Freundin Cécile Lauber, gebürtige Solothurnerin, verschafft hatte.
Die beiden Solothurner Komponisten Alban Roetschi und Urs Joseph Flury haben Gedichte von Olga Brand vertont.

### Biografische Skizzen
1949 erschien der Porträtband «Stilles Wirken» mit biografischen Skizzen über Schweizer Schriftstellerinnen. Brand porträtiert darin Cécile Lauber und die junge Silja Walter. In diesem Werk zeigt sich eine von Brands Begabungen, das schnelle, intuitive Verstehen von Personen und Kunstwerken.
Spätere, in Zeitungen veröffentlichte biografische Versuche wirken weniger prägnant, so ein Bericht über einen fiktiven Besuch bei dem von ihr verehrten Hermann Hesse.

### Erzählende Prosa
Für Zeitungen und Kalender verfasste Brand kleine Erzählungen, für das Radio gelegentlich Hörspiele für Kinder. Sie versuchte sich bis 1958 auch an einem Roman mit dem Titel «Über allem Zauber Liebe». Die grosse Form und den Stoff bewältigte sie nicht. Soweit sich die Handlung aus dem unvollständig erhaltenen Manuskript rekonstruieren lässt, wird eine junge Frau von einem dunklen Menschen mit geheimnisvoller Ausstrahlung verfolgt, zunächst auf einer Schiffsreise von Argentinien nach Europa, später in Münster in Westfalen, wo die Hauptfigur studiert. Anzunehmen ist, dass sich der dunkle, Angst einflössende Zauber gelöst hätte, sobald die junge Frau eine echte Liebe erfahren hätte. Das Kapitel über das Studentenleben in Münster enthält sehr lebendige Szenen. Es ist wohl mit geringer Verfremdung autobiografisch, lassen sich doch sogar zwei Freundinnen identifizieren. Der Roman fand keinen Verleger.

## Nachlass
Was Olga Brand an Texten und Dokumenten in ihrer Wohnung aufbewahrt hatte, wurde nach ihrem Tod von dem befreundeten Komponisten Urs Joseph Flury gesichert und der Zentralbibliothek Solothurn übergeben. Einen Teil hat sie wohl beim Auszug aus dem Elternhaus vernichtet. Im Bestand finden sich Lebensdokumente, Typoskripte von Gedichten, Hörspielen und Prosaskizzen, ein unvollständiges Konvolut des Romans «Über allem Zauber Liebe» sowie Korrespondenz.

## Werkverzeichnis
- Traum und Wirklichkeit bei Hugo v. Hofmannsthal. Bottrop i.W., Buch- und Kunstdruckerei Postberg 1932. Zugl. Diss. phil. Münster, 1932.
- Gedichte. Basel, Benno Schwabe Verlag 1935.
- Im Winde : neue Gedichte. Zürich, Oprecht 1945.
- Stilles Wirken: Schweizer Dichterinnen. Zürich, Büchergilde Gutenberg 1949 (Gildenbibliothek der Schweizer Autoren)
- Gesang für Ungarn. Selbstverlag 1956.
- Mut und Klage. Selbstverlag 1956?
- Elf Regenlieder. Olten, Dietschi 1963.
- Das war mein Garten. Selbstverlag 1964.
- Lyrisches Boot. Selbstverlag 1970.
- Magie der Edelsteine. Solothurn, Vogt-Schild 1972.
- Nachtelf. Selbstverlag 1970.
- Vom Rosenbaum. Selbstverlag 1971.
- Gedichte. Herausgegeben von Urs Joseph Flury und Ulrich Lips. Schwabe Verlag, Basel 2005, ISBN 3-7965-2139-8 (Schwabe Horizonte : Zeugnisse, Gedanken, Visionen)
- Solothurner Klassiker. Herausgegeben von Hans Brunner. Knapp Verlag, Olten 2011, ISBN 978-3-905848-42-7 (Reihe "Solothurner Klassiker")